# Echinothurioida
Ordre
Les Echinothurioida sont un ordre d'oursins réguliers.

## Description et caractéristiques

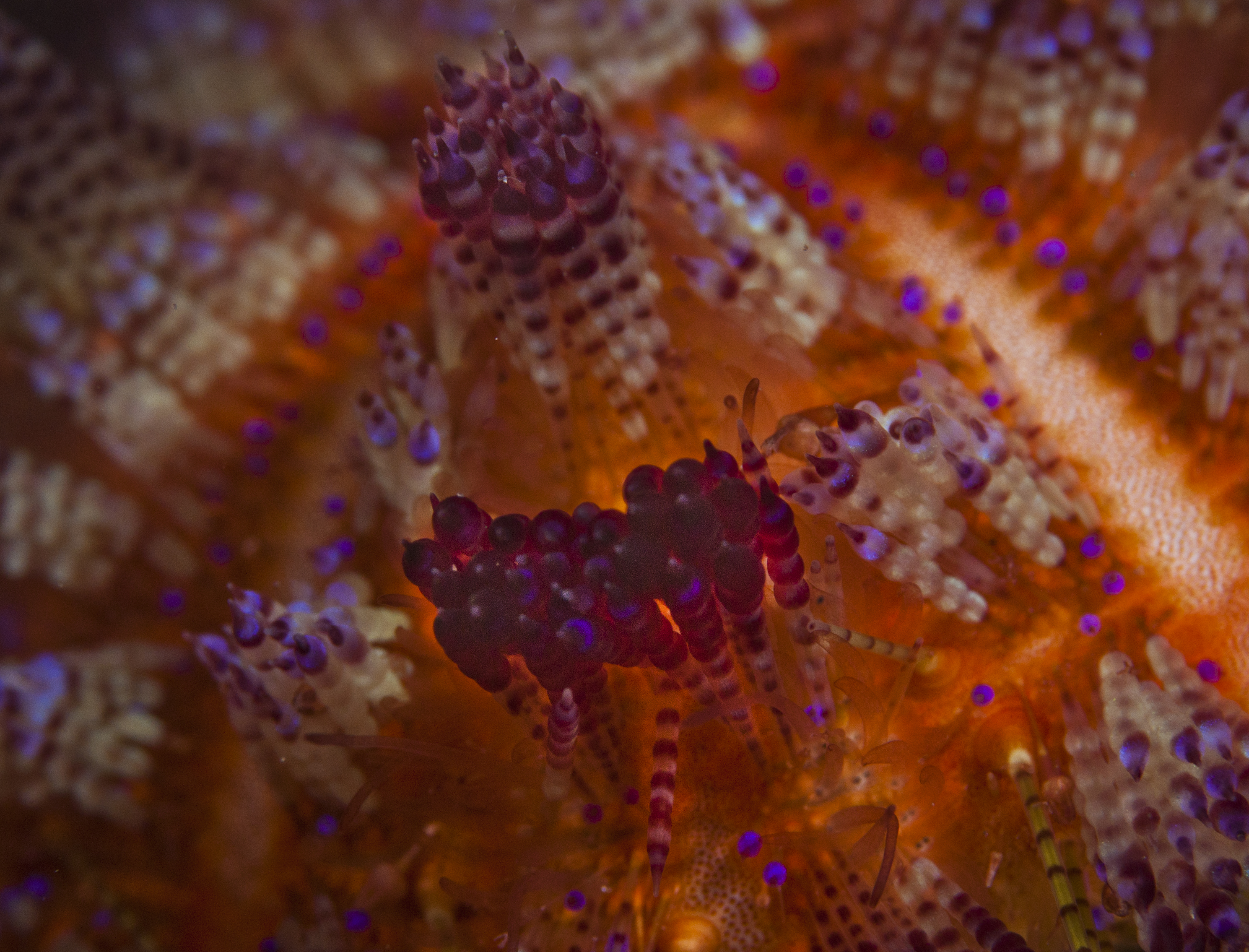
Gros plan sur les radioles d'un Asthenosoma varium. On voit distinctement les capsules de venin qui les ornent.

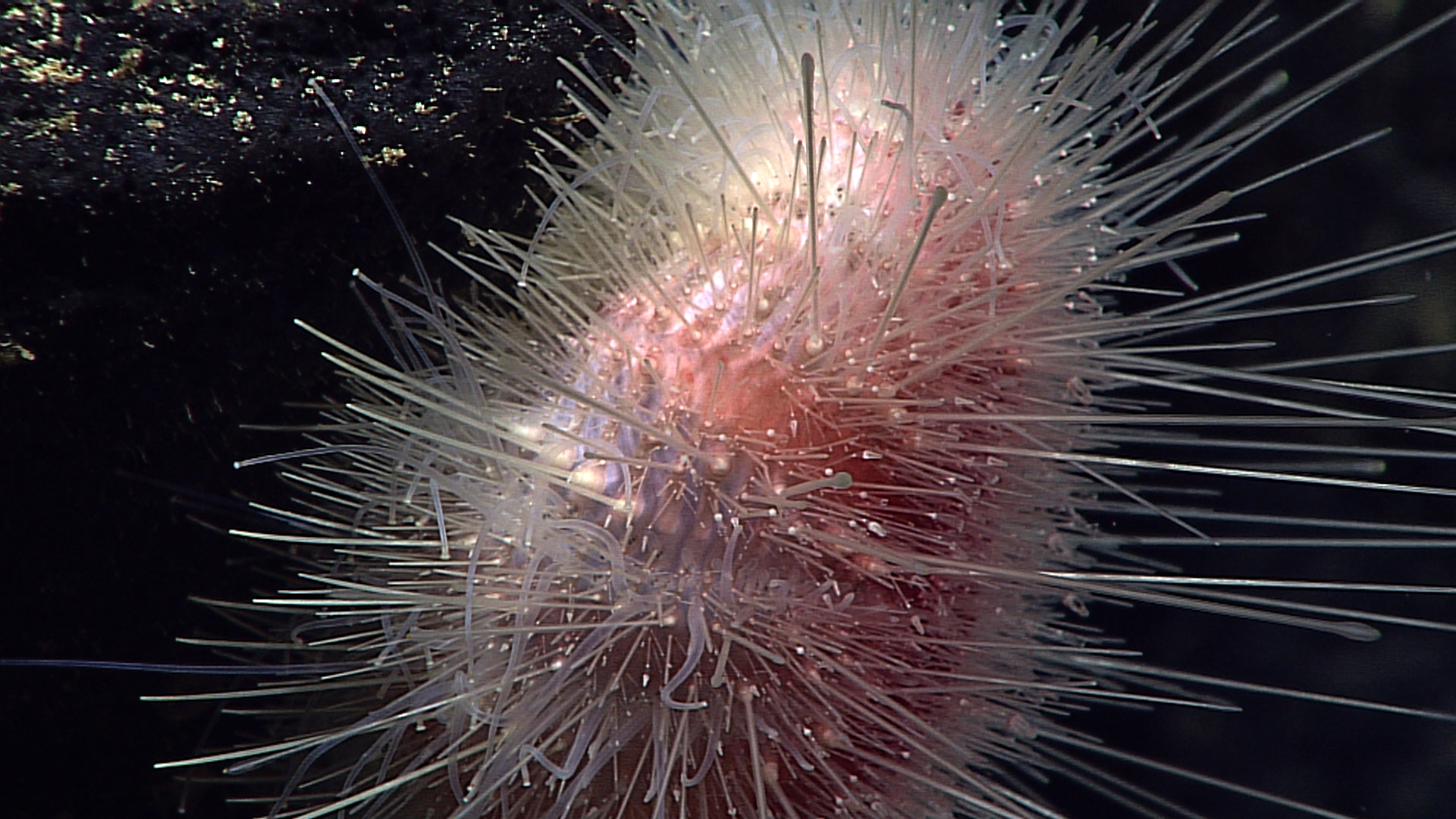
Gros plan sur un oursin de cuir abyssal caractéristique.

Ces oursins se distinguent par leur test (la « coquille ») flexible, mou et aplati, et par leurs radioles (« piquants ») creuses. Ils sont généralement munis sur leur face orale de radioles particulières, longues, courbes et souvent terminées par une sorte de patin : celles-ci leur permettent d'évoluer sur des fonds mous (sable, vase, sédiments…) sans s'enfoncer. Seuls les Phormosomatidae ont des radioles orales simples, mais certaines espèces sont dépourvues de patins (comme les Kamptosomatidae).
De nombreuses espèces sont équipées sur leurs radioles primaires de glandes à venin, prenant la forme de perles (chez Asthenosoma) ou même de gros ballons (Phormosoma). Ils sont aussi caractérisés par la présence d'un organe respiratoire primitif, appelé Organe de Stewart, absent chez tous les groupes plus récents (mais également présent chez l'ordre des Cidaroida, encore plus basal). Cet organe et plusieurs autres spécificités les font considérer comme le groupe le plus basal (donc le plus primitif) des oursins dits « modernes », les Euechinoidea. 
La plupart sont des oursins d'eaux profondes voire abyssales. Ce groupe était relativement abondant au Jurassique (à partir du Bajocien), et fut d'abord connu en Europe par des fossiles (notamment du genre Echinothuria), et donc cru éteint pendant de nombreuses années, avant que des découvertes à la fin du XIXe siècle ne permettent de le réhabiliter comme ordre contemporain.
On les appelle souvent « oursins-cuir » (pancake urchins en anglais), car leur test est légèrement mou, n'étant pas entièrement calcifié (les plaques ne sont pas totalement soudées) : un animal mort a ainsi tendance à s'affaisser, la forme bombée de l'animal vivant étant maintenue par la pression hydrostatique interne (active) de l'oursin.
Du point de vue de la détermination scientifique, ces oursins se distinguent par leur disque apical monocyclique (chez les adultes), leur lanterne d'Aristote aux dents rainurées, leurs plaques ambulacraires pseudocomposées formant des séries régulières jusqu'au péristome (ce qui les distingue des proches Diadematoida), constituées d'un élément primaire large et de deux demi-plaques, leurs plaques coronales fines et pourvues de sutures imbriquées, leurs tubercules primaires perforés (et généralement non-crénulés), et leurs radioles creuses.
Cet ordre semble être apparu au Jurassique médian (Bajocien).

## Classification taxinomique
Selon World Register of Marine Species (21 décembre 2013) : 
- famille Echinothuriidae Thomson, 1872a
  - sous-famille Echinothuriinae Thomson, 1872a
    - genre Araeosoma Mortensen, 1903b -- 19 espèces actuelles et 2 éteintes
    - genre Asthenosoma Grube, 1868 -- 6 espèces actuelles et 1 éteinte
    - genre Calveriosoma Mortensen, 1934 -- 2 espèces actuelles
    - genre Echinothuria Woodward, 1863 †
    - genre Hapalosoma Mortensen, 1903b -- 4 espèces actuelles

  - sous-famille Hygrosomatinae Smith & Wright, 1990
    - genre Hygrosoma Mortensen, 1903b -- 3 espèces actuelles
    - genre Retzneiosoma Kroh, 2005 †

  - sous-famille Sperosomatinae Smith & Wright, 1990
    - genre Sperosoma Koehler, 1897 -- 11 espèces actuelles
    - genre Tromikosoma Mortensen, 1903 -- 6 espèces actuelles
- famille Kamptosomatidae Mortensen, 1934
  - genre Kamptosoma Mortensen, 1903b -- 2 espèces actuelles
- famille Phormosomatidae Mortensen, 1934
  - genre Hemiphormosoma Mortensen, 1934 -- 1 espèce actuelle
  - sous-famille Paraphormosomatinae Smith & Wright, 1990
    - genre Paraphormosoma Mortensen, 1934 -- 1 espèce actuelle

  - genre Phormosoma Thomson, 1872b -- 4 espèces actuelles

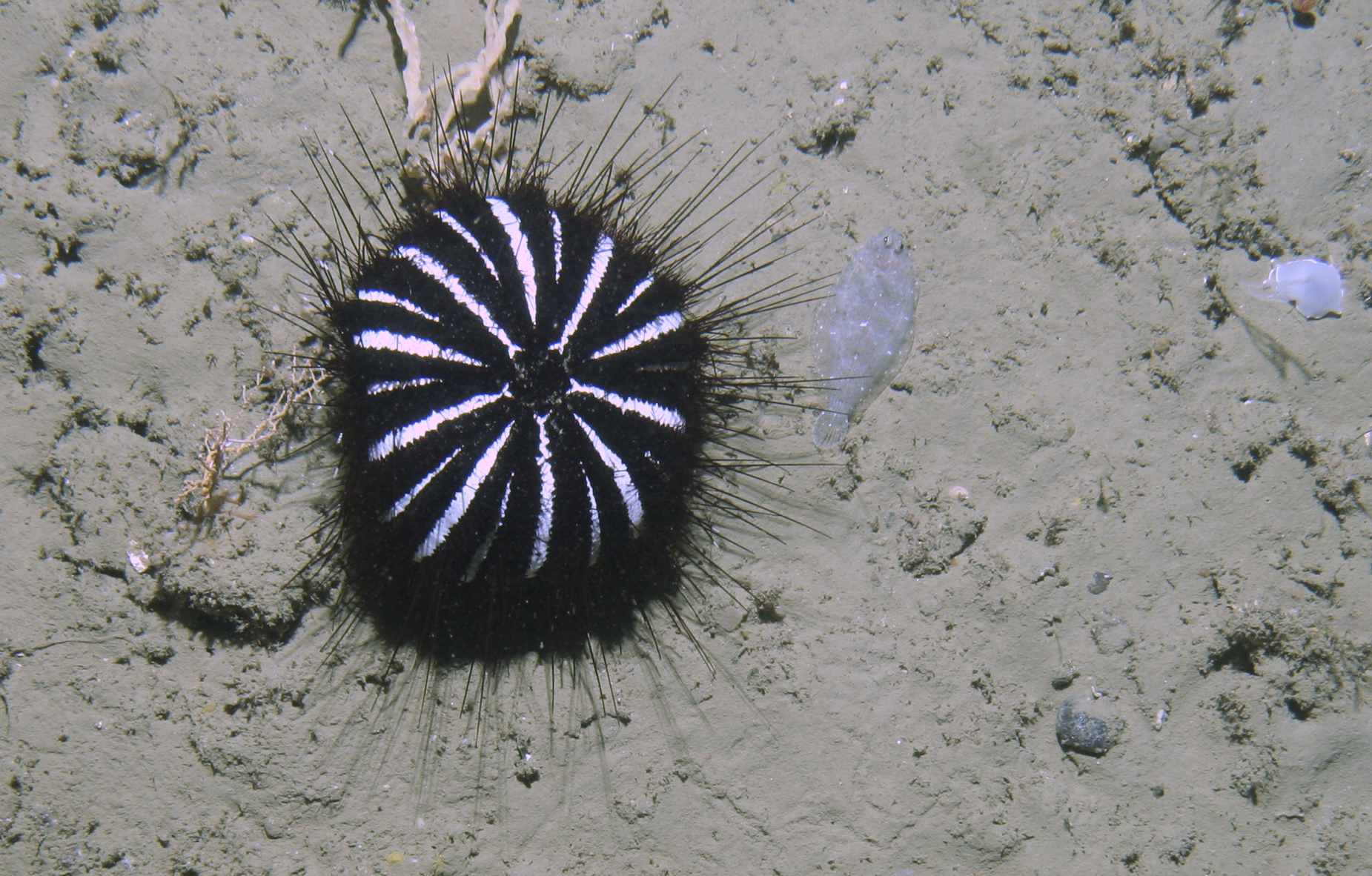
Araeosoma thetidis en Nouvelle-Zélande (188 m de profondeur).
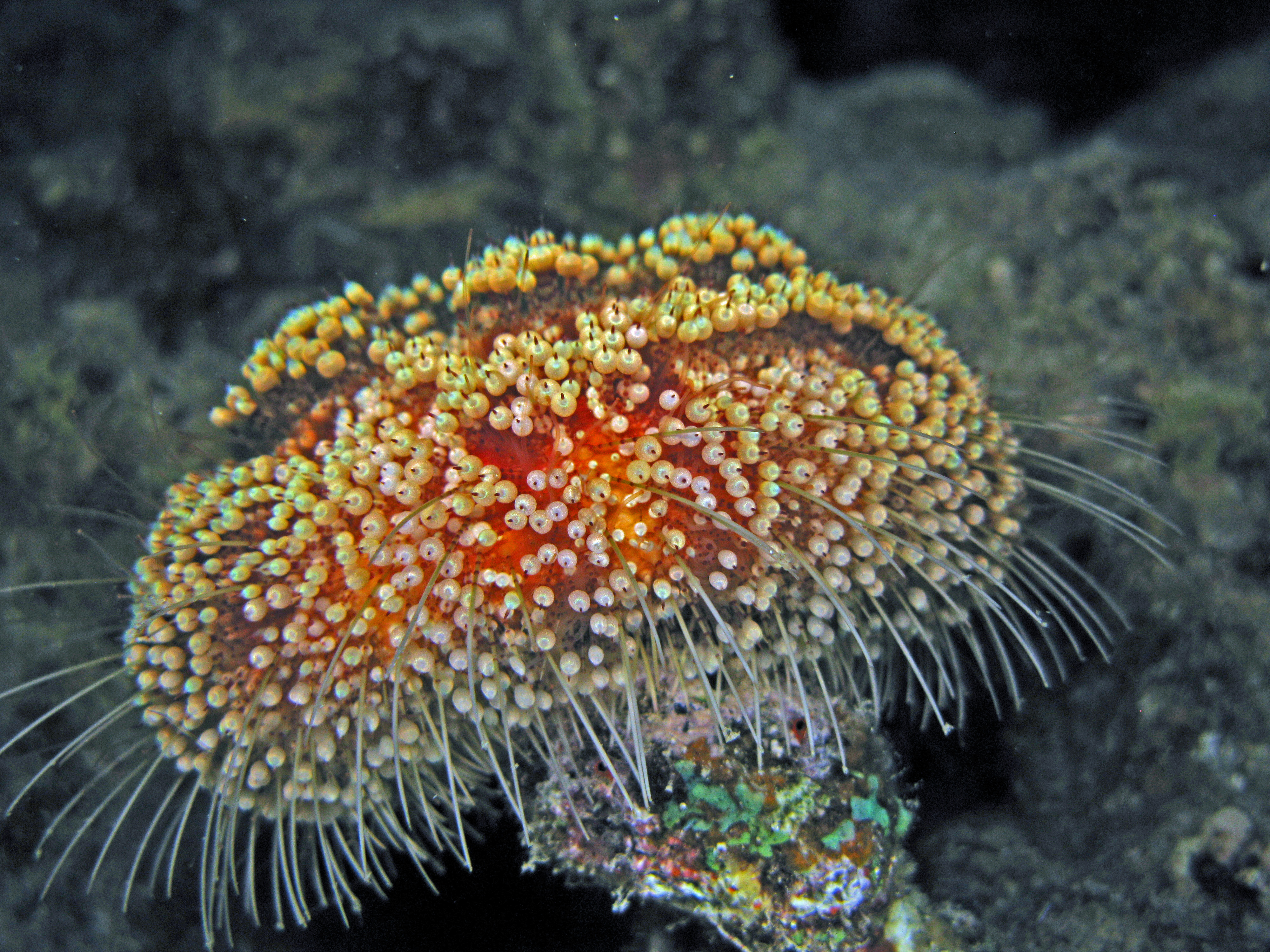
Asthenosoma marisrubri
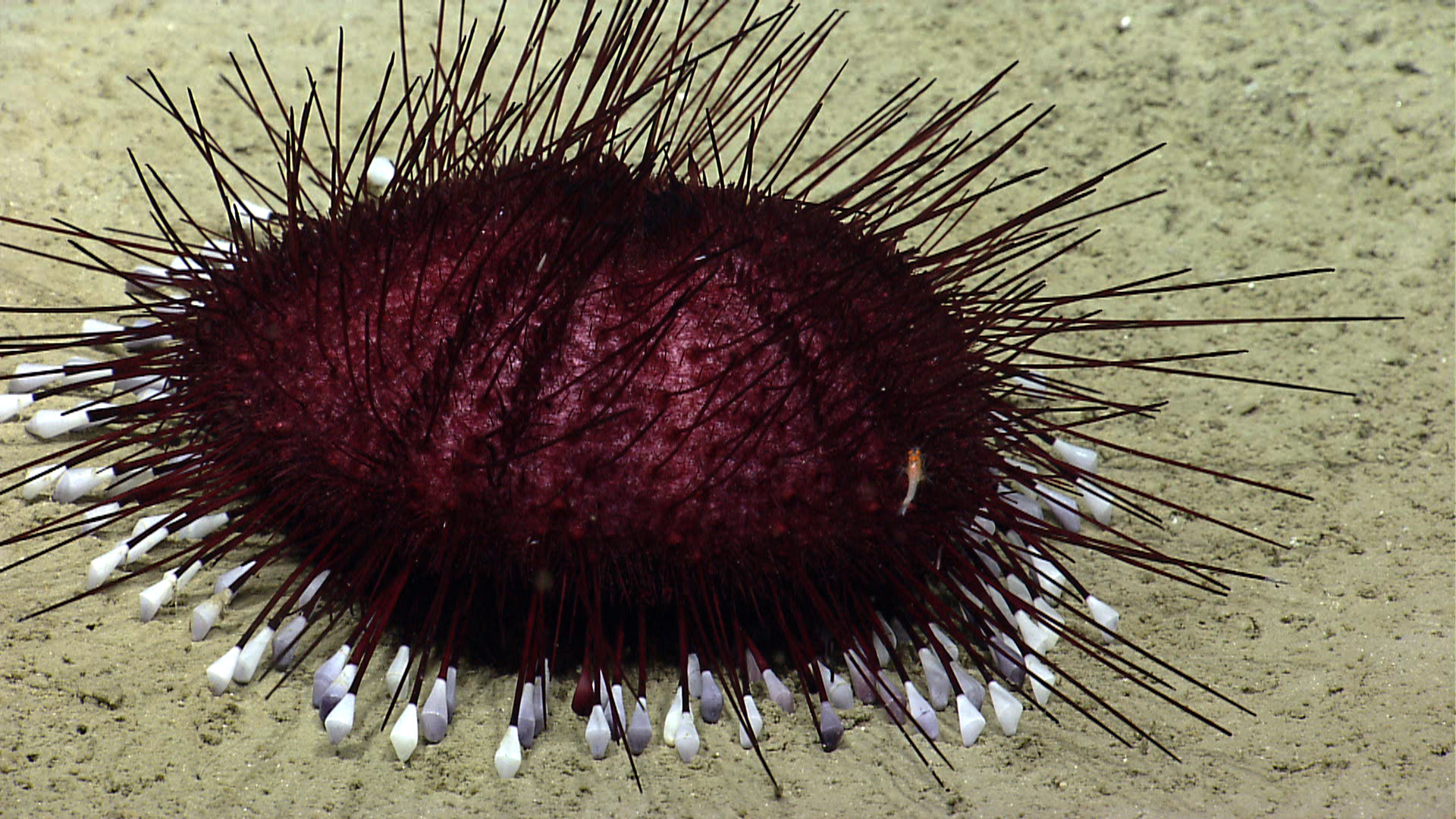
Hygrosoma sp. (peut-être H. petersii) à plusieurs milliers de mètres de profondeur en Atlantique nord.
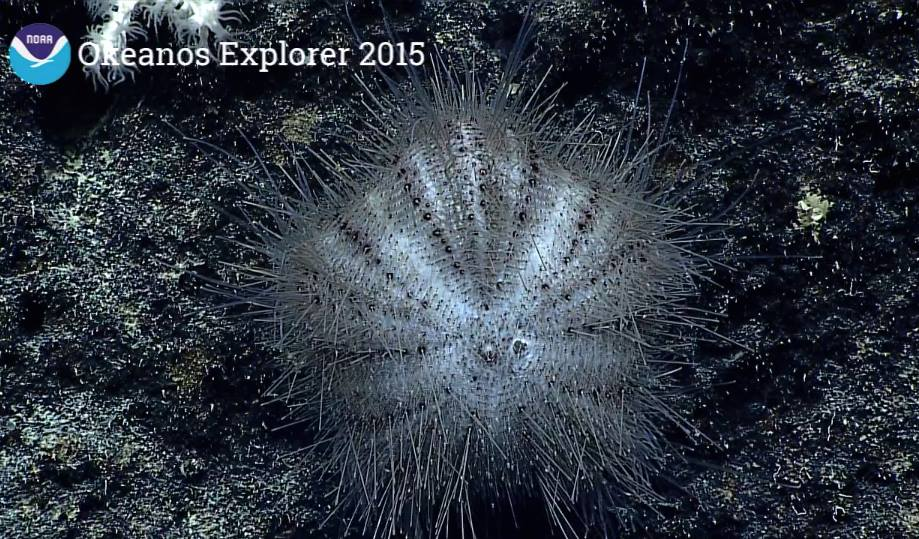
Sperosoma sp. à plusieurs milliers de mètres près de Hawaï
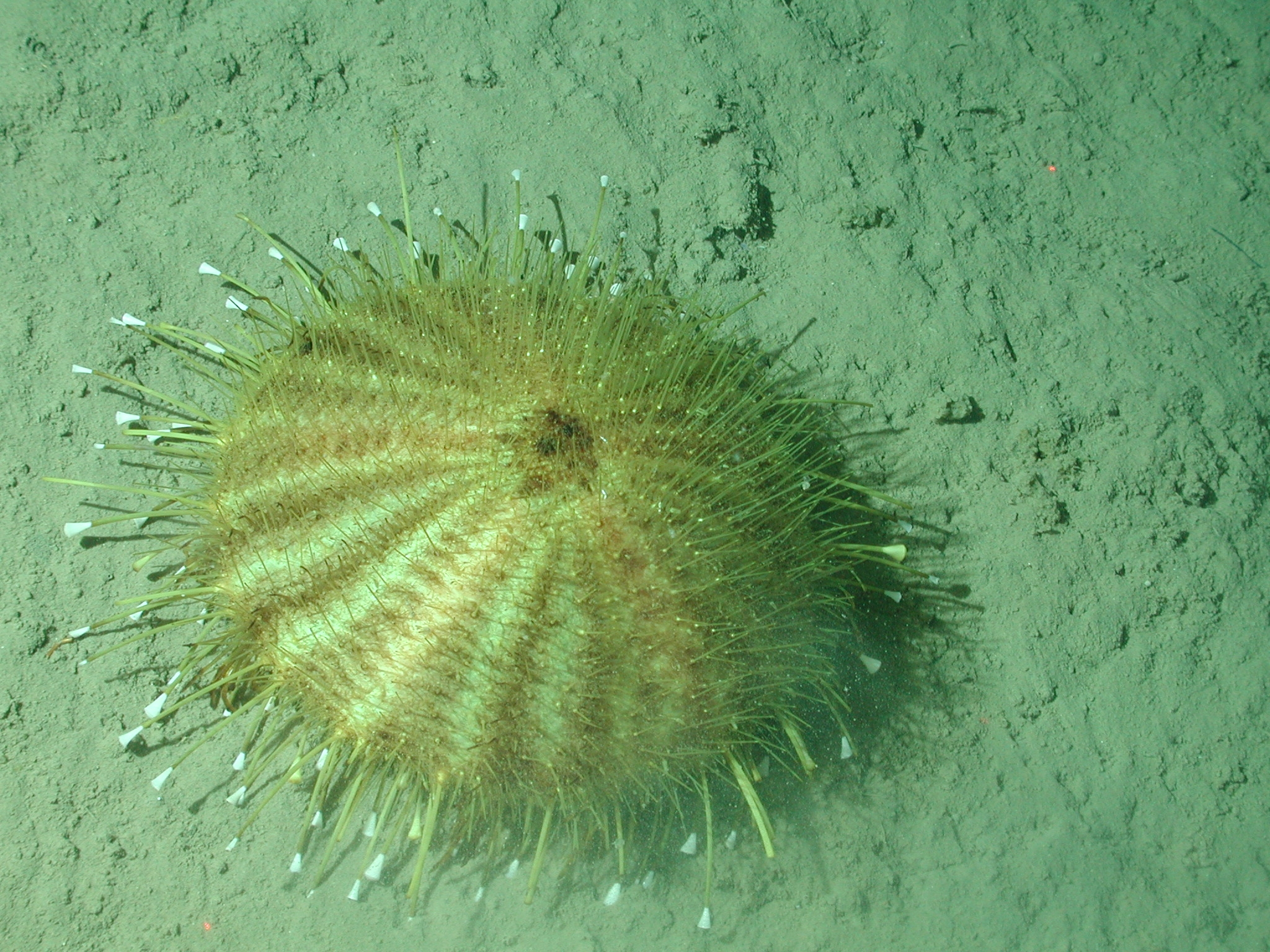
Oursin doré (Tromikosoma sp.), à 3 000 m de profondeur en Californie.
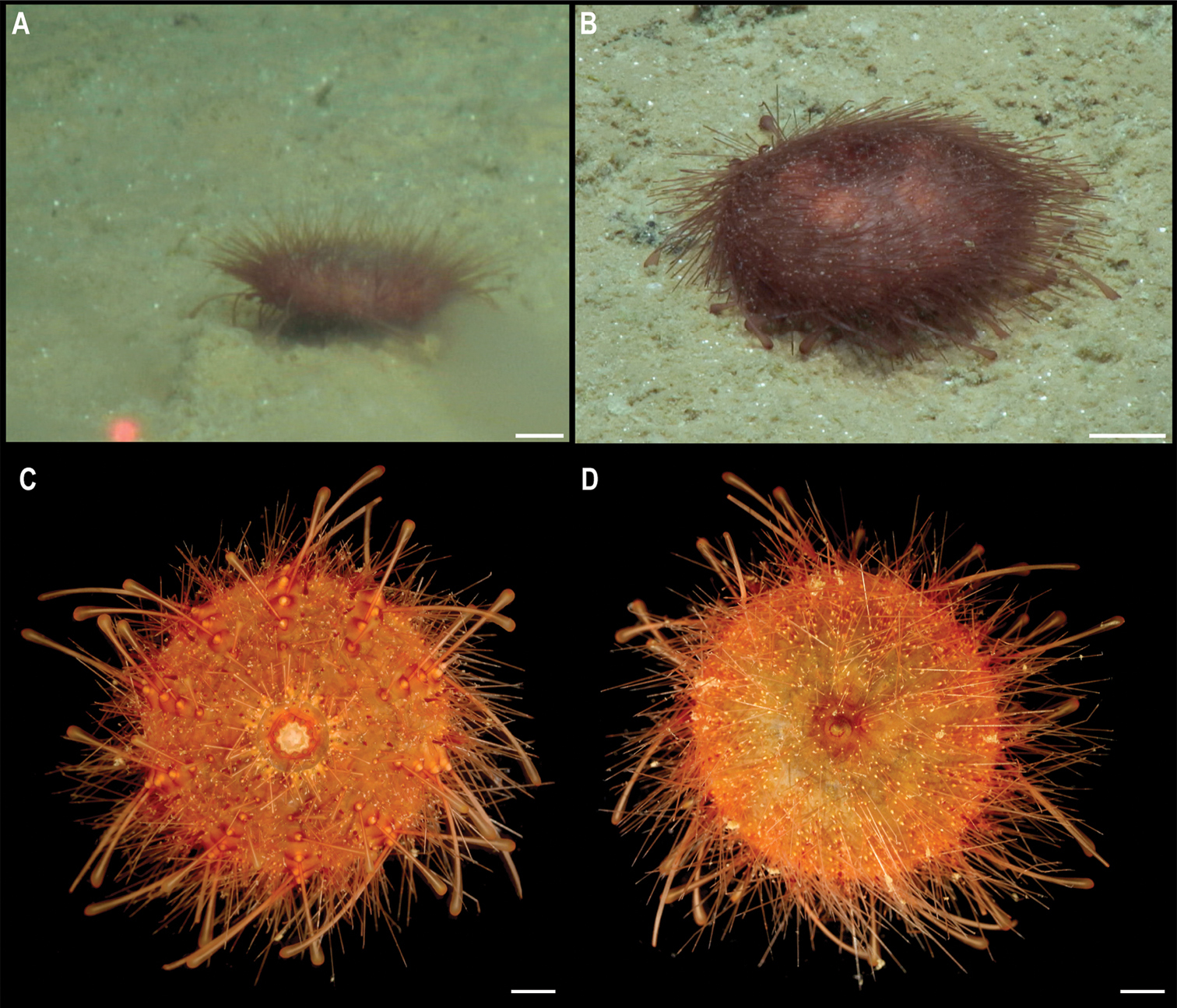
Kamptosoma abyssale, dans les abysses du Pacifique.
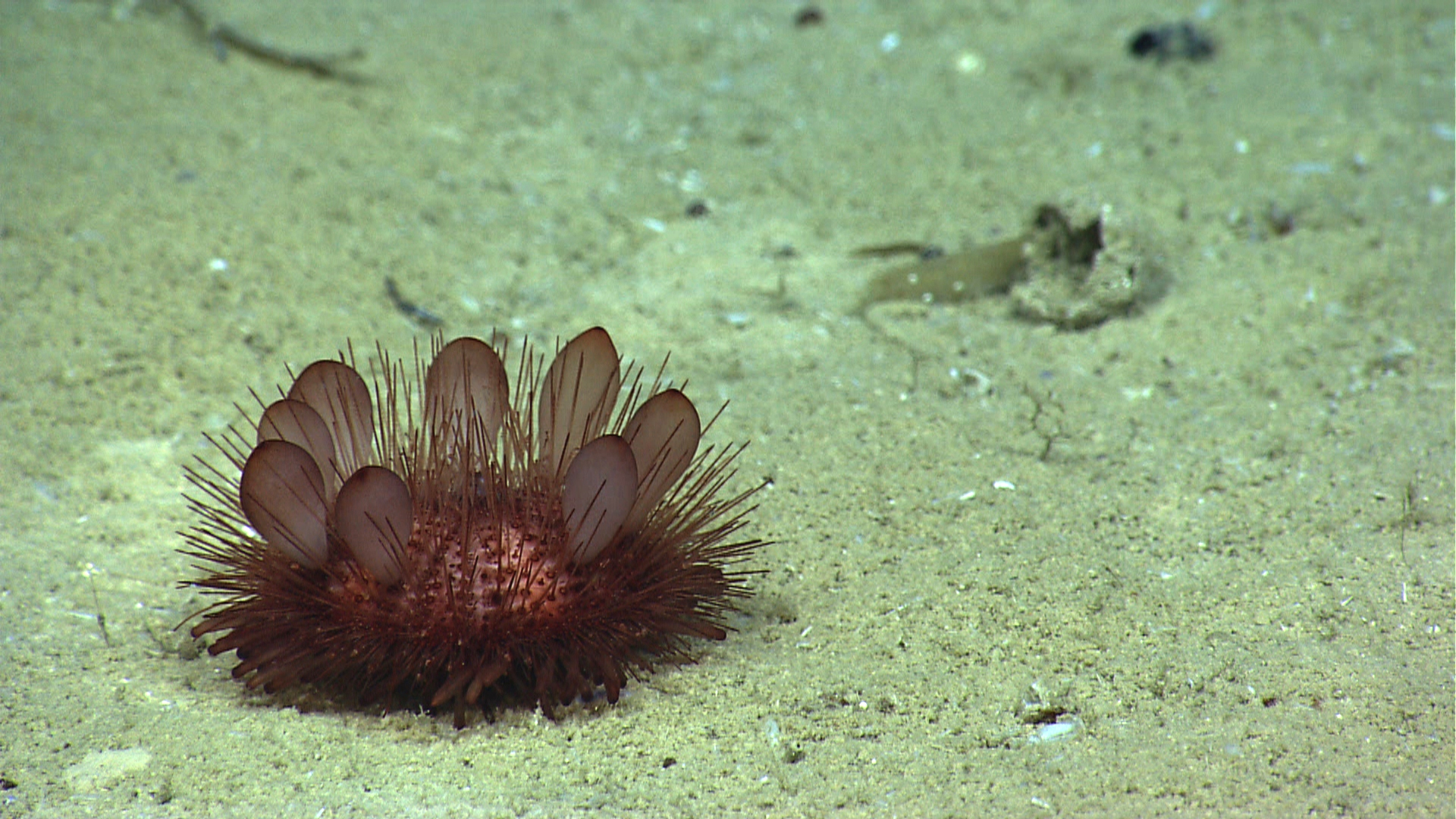
Phormosoma placenta